# Jevgenij Aleksandrovitj Rodionov
Jevgenij Aleksandrovitj Rodionov (russisk: Евгений Александрович Родионов, tr. Jevgenij Aleksandrovitj Rodionov; født 23. maj 1977; død 23. maj 1996) var en russisk soldat, der blev kidnappet og senere dræbt af tjetjenske terrorister, da han nægtede at konvertere til islam. Hans trofasthed til døden har skabt meget beundring over hele Rusland og medført ønsker om, at han skal helgenkåres.
Jevgenij Aleksandrovitj blev født i den lille landsby Tjibirlej i nærheden af Kusnetsk, Pensa oblast. Han ville gerne have været kok, men blev i 1995 indkaldt til tjeneste i den russiske hær. Han blev sendt til den sydrussiske republik Tjetjenien, hvor han blev taget til fange af tjetjenske oprørere, der holdt ham fange i mere end tre måneder.
På hans 19 års fødselsdag blev Jevgenij Aleksandrovitj halshugget i udkanten af den tjetjenske landsby Bamut. Ifølge hans mordere, som senere afpressede penge fra hans mor mod oplysninger om, hvor liget var begravet, blev han halshugget for at nægte at frasige sig sin kristne tro og for ikke at ville fjerne det sølvkors, han bar om halsen.
Jevgeni Aleksandrovitj blev posthumt tildelt den russiske Tapperhedsordenen. Der er en voksende bevægelse i Den russisk-ortodokse kirke for at få ham kanoniseret som en kristen helgen og martyr. Nogle russiske soldater har allerede adopteret ham som deres helgen.
I årene efter hans drab blev religiøse ikoner afbildende Jevgenij stadig mere populære. Jevgenijs egen mor har en; hun beretter, at ikonet af hendes søn nogle gange udsender en hellig slags parfume.